# Noël Champoiseau
Noël Champoiseau, né le 11 octobre 1795 à Tours et mort le 21 juillet 1859 au Mans, est un industriel, archéologue et homme politique français.

## Biographie

### Négociant et maire
Issue d'une famille originaire de Saint-Calais et établie en Touraine en 1721, Noël Champoiseau naît le 10 octobre 1795 d'Armand Noël Champoiseau, marchand-fabricant, et de  Marie Françoise Monique Marchandon. 
Négociant et manufacturier, il est propriétaire d'une manufacture de draps et de tapisseries. Il reçoit la médaille de bronze (section soie) à l'Exposition des produits de l'industrie française de 1827.
Il est nommé maire de Tours le 8 novembre 1831. Démissionnaire deux jours plus tard, il assure l'intérim jusqu'à la nomination de son successeur le 2 février 1832. 
Il préside la Chambre de commerce de Tours de 1842 à 1844.

### Historien et archéologue
Il étudie les murs gallo-romains de Tours avec Arcisse de Caumont.
Cofondateur de la Société archéologique de Touraine en octobre 1840, il en devient le second président en avril 1845, à la suite de la démission de Henri Goüin pour raison de santé en janvier de la même année.
Membre correspondant du Comité des travaux historiques et scientifiques partir de 1845, il est correspondant du ministère de l'Instruction publique, membre de la Société de géographie et de la Société d'agriculture, sciences, arts et belles-lettres d'Indre-et- Loire.
Il est le secrétaire général du Congrès scientifique de France se tenant à Tours en 1847.

### Vie privée
Il avait épousé Aglaé Fourier, fille de l'imprimeur-libraire Louis-Olivier Fourier et de Marie-Thérèse Mame, de la célèbre dynastie. Aglaé était la cousine germaine d'Alfred et d'Ernest Mame. Ils seront les parents de Charles Champoiseau, ainsi que les beaux-parents de Charles Busson et grands-parents d'Armand Champoiseau.
La rue Champoiseau, dans le quartier Rabelais-Tonnellé à Tours, est baptisée en son honneur.

## Publications
- Dissertation sur la tête de vermeil renfermant un crane humain trouvée près de Tours en 1827 (1829)
- Essai sur les ruines romaines qui existent encore à Tours et dans les environs (183A)
- Notice sur les voyages de M. Diard : naturaliste français, aux Indes-Orientales
- Tablettes chronologiques de l'histoire de Touraine (1841)
- Communication sur les rapports entre la commune de Tours et Louis XI (1848)

## Pour en savoir plus